# Reboot
Un Reboot (termen din engleză cu sensul de relansare) se referă la o nouă versiune a unui film, a unui joc video sau alt produs media.

## Listă de filme relansate
| Serie                       | An(i) lansare                  | Relansare                       | An(i) relansare |
| --------------------------- | ------------------------------ | ------------------------------- | --------------- |
| The Texas Chainsaw Massacre | 1974                           | The Texas Chainsaw Massacre     | 2003            |
| The Punisher                | 1989                           | The Punisher Punisher: War Zone | 2004 2008       |
| Batman                      | 1989                           | Batman Begins                   | 2005            |
| The Pink Panther            | 1964                           | The Pink Panther                | 2006            |
| James Bond                  | 1962                           | Casino Royale                   | 2006            |
| Neon Genesis Evangelion     | 1995–97 (serial TV și filme)   | Rebuild of Evangelion           | 2007            |
| Halloween                   | 1978                           | Halloween                       | 2007            |
| Friday the 13th             | 1980                           | Friday the 13th                 | 2009            |
| Star Trek                   | 1966 (serial TV), 1979 (filme) | Star Trek                       | 2009            |
| A Nightmare on Elm Street   | 1984                           | A Nightmare on Elm Street       | 2010            |
| Planet of the Apes          | 1968                           | Rise of the Planet of the Apes  | 2011            |
| Conan the Barbarian         | 1982                           | Conan the Barbarian             | 2011            |
| Total Recall                | 1990                           | Total Recall                    | 2012            |
| Spider-Man                  | 2002                           | The Amazing Spider-Man          | 2012            |
| Judge Dredd                 | 1995                           | Dredd                           | 2012            |
| Superman                    | 1978                           | Man of Steel                    | 2013            |
| The Evil Dead               | 1981                           | Evil Dead                       | 2013            |
| Țestoasele Ninja            | 1990–2007                      | Țestoasele Ninja                | 2014            |
| RoboCop                     | 1987                           | RoboCop                         | 2014            |
| Godzilla                    | 1954                           | Godzilla                        | 2014            |
| The Terminator              | 1984                           | Terminator: Genesis             | 2015            |

## Listă de jocuri video relansate
| Serie                           | An(i) lansare | Reboot                                                             | An(i) relansare |
| ------------------------------- | ------------- | ------------------------------------------------------------------ | --------------- |
| Ecco the Dolphin                | 1992          | Ecco the Dolphin: Defender of the Future                           | 2000            |
| Alone in the Dark               | 1992          | Alone in the Dark: The New Nightmare Alone in the Dark             | 2001 2008       |
| Wolfenstein 3D                  | 1992          | Return to Castle Wolfenstein Wolfenstein: The New Order            | 2001 2014       |
| Shinobi                         | 1987          | Shinobi                                                            | 2002            |
| Prince of Persia                | 1989          | Prince of Persia: The Sands of Time Prince of Persia               | 2003 2008       |
| Doom                            | 1993          | Doom 3 Doom (2016)                                                 | 2004 2016       |
| Ninja Gaiden                    | 1988          | Ninja Gaiden                                                       | 2004            |
| Altered Beast                   | 1988          | Project Altered Beast                                              | 2005            |
| Spyro the Dragon                | 1998          | The Legend of Spyro: A New Beginning Skylanders: Spyro's Adventure | 2006 2011       |
| Turok: Dinosaur Hunter          | 1997          | Turok                                                              | 2008            |
| Silent Hill                     | 1999          | Silent Hill: Shattered Memories                                    | 2009            |
| Castlevania                     | 1987          | Castlevania: Lords of Shadow                                       | 2010            |
| Dead to Rights                  | 2002          | Dead to Rights: Retribution                                        | 2010            |
| Medal of Honor                  | 1999          | Medal of Honor                                                     | 2010            |
| Splatterhouse                   | 1988          | Splatterhouse                                                      | 2010            |
| Need for Speed III: Hot Pursuit | 1998          | Need for Speed: Hot Pursuit                                        | 2010            |
| Mortal Kombat                   | 1992          | Mortal Kombat                                                      | 2011            |
| Need for Speed: Most Wanted     | 2005          | Need for Speed: Most Wanted                                        | 2012            |
| UFO: Enemy Unknown              | 1994          | XCOM: Enemy Unknown                                                | 2012            |
| Devil May Cry                   | 2001          | DmC: Devil May Cry                                                 | 2013            |
| SimCity                         | 1989          | Sim City                                                           | 2013            |
| Tomb Raider                     | 1996          | Tomb Raider                                                        | 2013            |
| Zoo Tycoon                      | 2001          | Zoo Tycoon                                                         | 2013            |
| Thief                           | 1998          | Thief                                                              | 2014            |

## Listă de benzi desenate relansate
| Serie                        | An lansare | Reboot                                                         | An(i) relansare |
| ---------------------------- | ---------- | -------------------------------------------------------------- | --------------- |
| DC Universe                  | 1934       | Silver Age of Comic Books Crisis on Infinite Earths Flashpoint | 1956 1986 2011  |
| Legion of Super-Heroes       | 1958       | Legion of Super-Heroes (1994) Legion of Super-Heroes (2004)    | 1994 2004       |
| Teenage Mutant Ninja Turtles | 1984       | Teenage Mutant Ninja Turtles                                   | 2011            |
| Valiant Comics               | 1992       | Valiant Comics                                                 | 2012            |